# Зоров, Анатолий Валерьевич
Анато́лий Вале́рьевич Зо́ров (укр. Анатолій Валерійович Зоров, род. 19 апреля 1967 года, Киев, УССР, СССР) — украинский хоккеист.

## Биография
Воспитанник киевской хоккейной школы. Игровую карьеру начал в клубе местной школы высшего спортивного мастерства ШВСМ. В сезоне 1993/1994 выступал за клуб Элитной лиги чемпионата России — кирово-чепецкую «Олимпию».
С 2001 по 2006 год играл в составе киевского клуба «АТЭК», с которым дважды (сезоны 2002/2003 и 2003/2004) завоёвывал бронзовые медали чемпионата Украины.